# Tomáš Belic
Tomáš Belic (Trenčín, 2 luglio 1978) è un ex calciatore slovacco, di ruolo portiere.

## Carriera
Con il Nové Mesto realizza due gol su rigore nella stagione 2014-2015, decidendo la sfida contro le riserve dello Spartak Trnava (0-1) e contribuendo al successo sulle riserve dello Slovan Bratislava (3-2).